# نادي الخور (العراق)
نادي الخور الرياضي هو فريق كرة قدم عراقي مقره في خور الزبير، البصرة، يلعب في القسم الثالث من العراق.

## روابط خارجية
- أندية العراق - تواريخ التأسيس
- اتحاد أندية البصرة